# Rodrigo Caio
Rodrigo Caio Coquette Russo, född 17 augusti 1993, känd som endast Rodrigo Caio, är en brasiliansk fotbollsspelare som spelar för Flamengo.

## Landslagskarriär
Caio var en del av Brasiliens trupp som tog guld vid olympiska sommarspelen 2016.
Caio debuterade för Brasiliens A-landslag den 29 maj 2016 i en 2–0-vinst över Panama, där han blev inbytt i den 79:e minuten mot Renato Augusto.